# Odile Croissant
Odile Croissant, née le 6 octobre 1923 à Honfleur et morte le 3 août 2020 à Paris est une biologiste, physicienne et spécialiste en microscopie électronique française. En se formant tout au long de sa vie dans de nombreux pays, elle évolue d'aide-laborantine à l'Institut Pasteur à chercheuse. Odile Croissant est l'une des premières à mettre au point des techniques de détection in situ des acides nucléiques viraux. Elle contribue également à l'établissement de la première carte physique du seul papillomavirus humain alors connu (HPV1).

## Biographie
Odile Croissant naît à Honfleur le 6 octobre 1923. En novembre 1942, elle entre à l’Institut Pasteur de Paris dans le laboratoire du typhus dirigé par Paul Giroud, en tant que secrétaire et laborantine.
En 1945, elle rejoint le Service des virus dirigé par le professeur Pierre Lépine, à l’Institut Pasteur dans lequel elle est initiée à la microscopie électronique par les physiciens ayant conçu le premier microscope électronique français. Tout au long de sa carrière, elle effectue de nombreux stages qui lui permettent de monter en compétences, en 1947, à l'Institut de microscopie électronique de Delft aux Pays-Bas, au laboratoire Cavendish à l'université de Cambridge en Angleterre, en 1950 à l'Université de Montréal au Canada.
En 1947, elle exerce la fonction de secrétaire adjointe de la commission d’optique électronique du CNRS.
En 1949, elle obtient un poste de physicien-préparateur au laboratoire de microscopie électronique du service des virus de l’Institut Pasteur. Elle forme de nombreux élèves aux techniques de microscopie électronique, notamment au microscope RCA, et aux techniques de coupes ultra-fines. À partir de 1956, Odile Croissant participe à l'enseignement théorique et pratique des applications de la microscopie électronique à l'étude de la cellule et des virus, à l'Institut Pasteur de Paris, pour le cours de cultures cellulaires en virologie, le cours de microbiologie générale et le cours sur les méthodes de la microscopie photonique et électronique.
En 1972, Odile Croissant est nommée maîtresse de recherches au CNRS.

## Formation
À partir de 1946, dans le laboratoire de Pierre Lépine, Odile Croissant réalise des études sur divers virus (rage, vaccine, poliomyélite, bactériophages, virus d'insectes...) et sur les lésions cellulaires induites par ces virus. Elle y étudie la pathogénèse virale intracellulaire de la "grasserie".
En décembre 1954, lors de l’épidémie de variole à Vannes, elle est chargée d’en identifier le virus responsable, à partir de prélèvements réalisés chez les patients.
En 1955, elle réalise son premier séjour de 3 mois aux États-Unis, en tant que visiting scientist, dans le laboratoire de Ralph Walter Graystone Wyckoff (en), au National Institutes of Health, reconnu pour ses travaux en cristallographie et en microscopie électronique et visitant à de nombreuses reprises le service des virus de l'Institut Pasteur.
En 1957, elle séjourne une seconde fois pendant 4 mois aux États-Unis, au National Institutes of Health, en tant que visiting scientist, à l’invitation de Ralph Walter Graystone Wyckoff (en), avec qui Odile Croissant entretient une collaboration régulière.
En 1958, elle s'intéresse aux différentes techniques d’analyse de la structure de la matière à l’aide des électrons et des rayons X. Elle travaille également sur la structure du verre, en collaboration avec l’Institut de minéralogie de la Faculté des Sciences de Strasbourg, dirigé par Stanislas Goldsztaub, dans le laboratoire de Henri Saucier, où elle effectue de multiples séjours.
En 1963, Odile Croissant réalise un troisième séjour aux États-Unis où elle effectue un stage post-doctoral en tant que professeur assistant dans le laboratoire de Ralph Walter Graystone Wyckoff (en), alors localisé à l'Institut de physique de l'université d'Arizona.
En 1964, de retour en France, Odile Croissant est nommée chargée de recherche au CNRS et fait fonction, à ce titre, de chef de laboratoire, au laboratoire de microscopie électronique du service des virus de l’Institut Pasteur. Elle y entreprend une collaboration sur les papillomavirus humains (HPV) avec le groupe de Gérard Orth, alors localisé à l'Institut Gustave-Roussy, Villejuif.
En 1970, en collaboration avec les équipes de Moshé Yaniv, François Cuzin, Peter Sheldrick et Gérard Orth, Odile Croissant se spécialise dans les applications les plus modernes de la microscopie électronique à l’étude des acides nucléiques viraux et de leurs interactions avec des protéines. Odile Croissant est l'une des premières à mettre au point des techniques de détection in situ des acides nucléiques viraux. Elle contribue également à l'établissement de la première carte physique du seul papillomavirus humain alors connu (HPV1).
En 1971, avec Gérard Orth et Philippe André Jeanteur, Odile Croissant co-signe un article sur l'application de la technique d'hybridation moléculaire in situ à la mise en évidence par microscopie électronique de la réplication végétative de l'ADN viral dans les papillomes provoqués par le virus de Shope chez le lapin (Proc. Nat. Acad. Sci. États-Unis, 68, 1876-1880).
En 1978, elle rejoint l’Unité des papillomavirus créée à l’Institut Pasteur à l'initiative de François Gros et dirigée par Gérard Orth. Elle poursuit les travaux entrepris en collaboration avec le groupe de Gérard Orth et elle prend part aux travaux pionniers de l’Unité, qui mettent en évidence la multiplicité des papillomavirus humains (HPV), la spécificité de leur pouvoir pathogène et leur potentiel oncogène, en collaboration avec Michel Favre et Stefania Jablonska, dermatologue de Clinique de dermatologie de Varsovie. Ces travaux démontrent le potentiel oncogène de l'un des papillomavirus humain (HPV5), identifié chez des patients atteints d'épidermodysplasie verruciforme.
En 1980, Odile Croissant est étroitement associée aux travaux de l’Unité des papillomavirus, qui contribuent à démontrer le rôle de certains papillomavirus dans l’étiologie des cancers génitaux, en particulier les cancers du col de l’utérus. Des liens étroits se nouent alors entre l’Unité pasteurienne et la Société Française de Colposcopie et de Pathologie Cervico-Vaginale, dont le rôle s'avère essentiel dans la diffusion des connaissances qui vont faire évoluer la gynécologie oncologique. Tous les membres de l’Unité sont mis à contribution pour donner des conférences ou des cours à Paris ou en région. Le laboratoire d’Odile Croissant accueille de nombreux gynécologues, cytologistes ou histologistes. Certains intègrent l’Unité après avoir été formés par Odile Croissant comme Renzo Barrasso (ancien secrétaire général de la Société Française de Colposcopie et de Pathologie Cervico-Vaginale), Christine Bergeron (actuelle présidente de la Société Française de Colposcopie et de Pathologie Cervico-Vaginale), Xavier Sastre-Garau (longtemps directeur du Département d’anatomie pathologique de l’Institut Curie).
En septembre 1985, Odile Croissant est officiellement responsable du premier programme collaboratif entre l'Institut Pasteur et la société californienne Beckman Instrument sur l'application des sondes froides en diagnostic dont le but est de développer et d'évaluer des sondes capables de détecter des types d'HPV d'intérêt pour des sujets à risque de cancer du col utérin. Agnès Ullmann est l'instigatrice de ce programme, en interaction avec Danielle Berneman pour les brevets, F. de Lacharrière pour les relations avec le partenaire industriel et le cabinet de M. Ernest Gutmann, ingénieur-conseil en propriété industrielle).
En 1989, après son départ officiel à la retraite, Odile Croissant obtient l'autorisation de poursuivre son activité dans l'unité de Gérard Orth et publie un dernier article dont elle est co-auteur date en 2001.

## Travaux
Odile Croissant oriente ses recherches scientifiques autour de deux axes : la physique et la biologie.
En physique, elle étude la structure du verre et des réactions chimiques provoquées lors de la rayure, à l’aide des techniques de micro-diffraction et de microscopie électroniques et soutient le 10 janvier 1962 sa thèse de sciences physiques à l’Université de Strasbourg, intitulée « Étude en microscopie électronique et en microdiffraction électronique de la morphologie et de la structure des verres silicatés ».
En biologie, elle étude différents tissus à l’aide des techniques de microscopie et de micro-sonde à rayons X. Ces travaux seront appliqués à l’étude des papillomes provoqués par le Shope papilloma virus (en). Odile Croissant contribue également aux avancées de la gynécologie oncologique en mettant en évidence le rôle de certains papillomavirus dans l’étiologie des cancers génitaux, en particulier les cancers du col de l’utérus.

## Distinction
En 1979, la Fondation pour la recherche médicale attribue à Odile Croissant le Prix Delahautemaison.

## Postérité
En 2004, Odile Croissant contribue à la constitution de son fonds d'archives, où sont conservés, entre autres, des documents concernant les débuts de la microscopie électronique à l’Institut Pasteur et en France.